# Marsannay-le-Bois

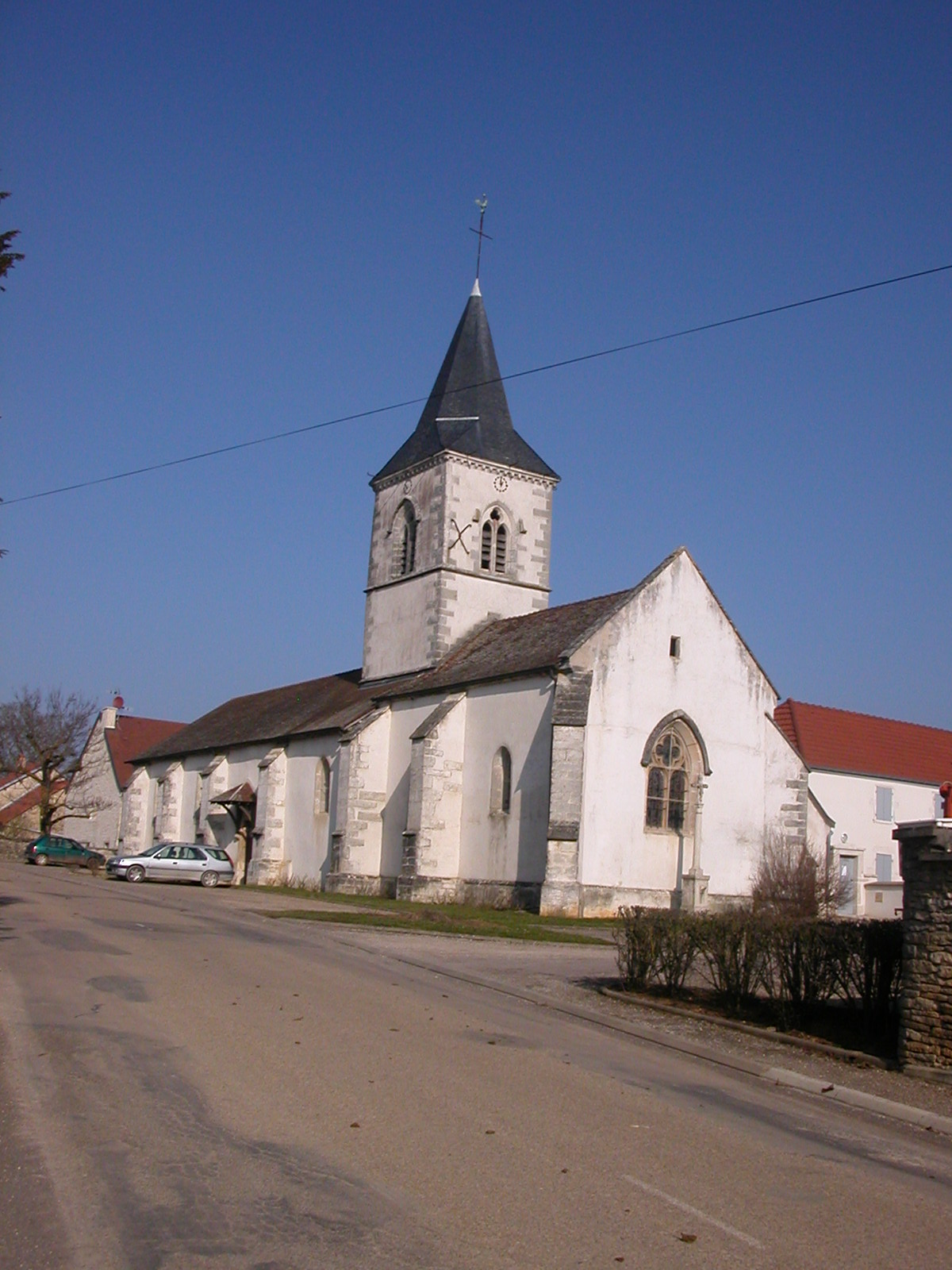
Kerk

Marsannay-le-Bois is een gemeente in het Franse departement Côte-d'Or (regio Bourgogne-Franche-Comté) en telt 673 inwoners (1999). De plaats maakt deel uit van het arrondissement Dijon.

## Geografie
De oppervlakte van Marsannay-le-Bois bedraagt 11,8 km², de bevolkingsdichtheid is 57,0 inwoners per km².
De onderstaande kaart toont de ligging van Marsannay-le-Bois met de belangrijkste infrastructuur en aangrenzende gemeenten.

## Demografie
Onderstaande figuur toont het verloop van het inwonertal (bron: INSEE-tellingen).